# Роса, Павел
Павел Роса (чеш. Pavel Rosa; род. 7 июня 1977, Мост, Северочешский край) — чешский хоккеист, нападающий. Чемпион России 2005 года в составе московского «Динамо». Провёл 36 матчей в НХЛ за клуб «Лос-Анджелес Кингз».

## Биография
Павел Роса является воспитанником клуба «Литвинов». За свою карьеру сменил много клубов в различных лигах. В юниорском возрасте показывал очень высокую результативность. Выступая за «Халл Олимпикс» в юниорской лиге Квебека набрал за 2 сезона (1995—97) 344 очка (144 шайбы и 200 передач) в 165 матчах. В 1997 стал обладателем Мемориального кубка. Играл в НХЛ за клуб «Лос-Анджелес Кингз» (18 очков в 36 матчах).
После возвращения в Европу, в 2002 году стал чемпионом Финляндии в составе «Йокерита».
В России известен по выступлениям за московское «Динамо» и омский «Авангард». В составе «Динамо» стал чемпионом России 2005 года и обладателем Кубка европейских чемпионов 2006 года.
В 2015 году завершил карьеру. С 2016 года работает в системе швейцарского клуба «Фрибур-Готтерон».

## Достижения

### Командные
- Чемпион юниорской лиги Квебека 1997
- Обладатель Мемориального кубка 1997
- Чемпион Финляндии 2002
- Чемпион России 2005
- Обладатель Кубка европейских чемпионов 2006

### Личные
- Лучший бомбардир (11 очков) и снайпер (8 шайб) чемпионата Европы среди юниоров 1995
- Обладатель Мишель Бержерон Трофи 1996
- Лучший бомбардир Канадской хоккейной лиги 1997 (152 очка)
- Лучший снайпер (89 шайб) и ассистент (69 передач) юниорской лиги Квебека 1997
- Обладатель Жан Беливо Трофи 1997
- Лучший атакующий игрок юниорской лиги Квебека 1997
- Лучший бомбардир (Джон Би Солленбергер Трофи) АХЛ 2004 (88 очков)

## Статистика
- НХЛ — 36 игр, 18 очков (5 шайб + 13 передач)
- Чешская экстралига — 12 игр, 4 очка (3+1)
- Чемпионат Финляндии — 234 игры, 205 очков (85+120)
- Российская суперлига — 218 игр, 154 очка (78+76)
- КХЛ — 36 игр, 20 очков (9+11)
- Национальная лига А — 80 игр, 85 очков (28+57)
- Чемпионат Швеции — 30 игр, 16 очков (9+7)
- Сборная Чехии — 26 игр, 14 очков (7+7)
- Открытый чемпионат Австрии — 16 игр, 21 очко (11+10)
- Юниорская лига Квебека — 161 игра, 336 очков (141+195)
- АХЛ — 148 игр, 164 очка (73+91)
- ИХЛ — 120 игр, 93 очка (43+50)
- Мемориальный кубок — 4 игры, 8 очков (3+5)
- Европейский трофей — 8 игр, 4 очка (3+1)
- Континентальный кубок — 6 игр, 2 очка (1+1)
- Кубок европейских чемпионов — 3 игры
- Всего за карьеру — 1138 игр, 1144 очка (499+645)